# Джедидая Смит
Вижте пояснителната страница за други личности с името Смит.
Джедидая Смит (на английски: Jedediah Smith) е американски пътешественик-изследовател, картограф, трапер, търговски агент на „Северозападната компания“, търгуваща с ценни животински кожи.

## Ранни години (1799 – 1822)
Роден е на 6 януари 1799 година в Йерихон, Тайога (днес Байнбридж, окръг Шенанго), САЩ, в семейство на английски емигранти. От много малък започва да учи латински език. Около 1810 семейството се премества да живее в Ери, Пенсилвания. От 13-годишна възраст Смит работи като чиновник на товарен кораб на езерото Ери, където научава тънкостите на търговията.
В Пенсилвания той се среща с д-р Тит Симънс, който става близък приятел на семейството. Симънс има голямо влияние върху младия Смит. Благодарение на него Смит се запознава с копие от списанието за експедицията на Луис и Кларк. Според легендата, Смит никога не се е разделя със списанието по време на скитанията си около Дивия Запад.
През 1817 семейството отново се премества на запад в Охайо и се установява в окръг Ашланд. На 22-годишна възраст Смит отива в Илинойс, където се опитва да си намери работа. През 1822 г. пристига в Сейнт Луис (Мисури), където научава от вестниците, че генерал Уилям Ашли набира група от 100 младежи да пътуват нагоре по река Мисури и да участват в търговията с кожи в Скалистите планини. Смит се присъединява към отряда на генерала. В горните части на Мисури Смит за пръв път участва в лов на бизони и улавяне на бобри.

## Експедиционна дейност (1822 – 1831)
През 1822 от Сейнт Луис Смит се изкачва по река Мисури и изследва горния ѝ басейн. Следващите две години отново се изкачва по Мисури от Сейнт Луис, изследва части от днешните щати Уайоминг и Юта и по река Снейк се спуска до река Колумбия.
През 1826 тръгва от Голямото Солено езеро на юг и достига до западната част на Големия каньон на река Колорадо, като по пътя картира река Севиър, езерото Севиър и река Верджин (десен приток на Колорадо). От там продължава на югозапад и достига до Тихия океан на 33º с.ш. Продължава на север през Калифорнийската долина до 37º с.ш. и от там се отправя на изток. Пресича хребета Сиера Невада и следвайки на североизток в началото на 1827 достига до Голямото Солено езеро. След няколко месеца повтаря маршрута си, но от река Колорадо тръгва на запад и достига до Тихия океан при 34º с.ш.
През 1828 пресича Калифорнийската долина от юг на север, от залива Монтерей до долното течение на река Колумбия, покрай западните склонове на Каскадните планини. През 1829 се изкачва по Колумбия, пресича Скалистите планини, изследва района на днешния национален парк Йелоустоун и през 1830 по Мисури се спуска до Сейнт Луис.
През 1831 изследва долното и средно течение на река Арканзас.

## Смърт (1831)
През 1831 г. Смит започва да управлява доставките на стоки на запад. Тази дейност става известна като "търговия на прерията". През май същата година той отговаря за керван със стока на „Северозападната компания“, който се движи по пътя за Санта Фе. По време на пътуването той се отделя от кервана и отива да търси прясна вода в близост до река Симърон в близост до окръг Грант, Канзас. Повече никой не го вижда. Точните обстоятелства за смъртта на Джедидая Смит са неизвестни.

## Памет
Неговото име носят:
- природен парк Джедидая Смит (41°47′ с. ш. 124°06′ з. д. / 41.783333° с. ш. 124.1° з. д.) в северозападната част на щата Калифорния;
- пустинна област (пустош) Джедидая Смит (44°04′ с. ш. 110°53′ з. д. / 44.066667° с. ш. 110.883333° з. д.) в северозападната част на щата Уайоминг;
- река Смит (устие, 41°56′ с. ш. 124°12′ з. д. / 41.933333° с. ш. 124.2° з. д.) в северозападната част на щата Калифорния вливаща се в Тихия океан;
- улица „Джедидая Смит“ в градовете Темекула (Калифорния) и Колорадо Спрингс (Колорадо).